# Oscar Hornero
Oscar Hornero Sanguesa, más conocido artísticamente como O.X. (Palma de Mallorca, 7 de enero de 1976) es un malabarista, equilibrista y payaso español, que ganó en 2016 y 2018 el Premio Marcelino Orbés al Circo Aragonés.

## Trayectoria
Hornero empezó a practicar malabares con la Asociación de Malabarista de Zaragoza en 1995, luego se formó en la Escuela de Circo Carampa de Madrid. En 1998, inició su trayectoria como artista de circo con actuaciones de malabares con mazas y equilibrio en monociclo. Un año después, en 1999, fundó la compañía Nostraxladamus, junto a los malabaristas: Yolanda Gutiérrez, Miguel Pollan, Alfonso Miranda y César Talavera.
En 2003, fue uno de los impulsores de la reactivación de la Asociación de Malabarista de Zaragoza tras unos años de inactividad. También ha trabajado con compañías como: K de Calle, Pingaliraina, Artea, Timbalao, Circo Croissant o Entremazados.
Trabajó para el Cirque du Soleil, el Seaside Cirque de Gales y durante tres años en Japón, en el Parque España-Villa Española de Shima. Ha actuado con Payasos Sin Fronteras en países en conflicto y en situación de crisis humanitaria, como Haití tras el terremoto en 2010, en Costa de Marfil, en Kosovo, NIcaragua o El Salvador.
Más tarde fundó la Compañía OX, con la que realiza números en solitario de circo, teatro y clown. Entre sus espectáculos se encuentran: La Fábrika, Individual Circus o Todo Quadra. Hornero también realiza una labor docente, impartiendo cursos y formaciones sobre sus especialidades circenses.
En abril de 2020, durante el confinamiento por la COVID-19 tuvo un accidente mientras entrenaba que lo llevó a sufrir una lesión medular. El sector del circo se movilizó para ayudarle, se realizaron galas benéficas en su honor, y para contribuir a cubrir sus necesidades, en julio de ese año, se lanzó un crowdfounding para conseguir 10 000 euros.
Hornero actuó en la IX Gala de los Premios Marcelino Orbés que se celebró el 20 de noviembre de 2021;  y días después, también participó en la mesa de redonda sobre Salud y Circo en el V Congreso de la Federación de Asociaciones de Circo de España (CircoRed), que se celebró en Las Palmas de Gran Canaria, para contar su experiencia de adaptación al circo tras su lesión.

## Reconocimientos
Hornero ha sido galardonado con el Premio Marcelino Orbés, un premio anual que reconoce e impulsa el trabajo del circo de Aragón y que se entrega durante el Festival de Circo de Zaragoza. En 2016, recibió el Premio a Mejor número de circo aragonés, por Todo Quadra; y en 2018, el Premio Marcelino a la Trayectoria, por su "larga trayectoria, su creatividad, su técnica y su generosidad en la docencia".